# Alan Rowe
Alan Jenvey Rowe (29 octobre 1891 - 3 janvier 1968) est un archéologue britannique surtout connu pour ses études sur l'Égypte antique. Il est égyptologue et maître de conférences en archéologie du Proche-Orient à l'université de Manchester,.

## Biographie
Né à Deptford et élevé dans l'Essex, Rowe a travaillé en Égypte, en Cyrénaïque, en Australie, en Palestine et en Syrie.
Entre 1923 et 1925, il participe à une expédition à Gizeh. Il travaille de 1928 à 1931 sur la Pyramide de Meïdoum et ses environs ; pendant cette période il découvre la nécropole royale.
En 1934, il mène une expédition à Tel Gezer (à mi-chemin entre Jérusalem et Tel Aviv), mais les sites identifiés pour les fouilles se sont avérés inutilisables.
En 1938, il conduit une équipe de l'université de Liverpool à la pyramide d'Athribis ; malheureusement la structure était déjà dans un tel état d'endommagement, empêchant des examens plus approfondis.
Entre 1952 et 1957, Rowe prospecte et fouille les tombes de la nécropole de Cyrène, au cours de quatre campagnes. Il est le premier à réaliser une étude archéologique approfondie de cette nécropole, mais de nombreux objets issus de ses fouilles sont considérés comme perdus. Rowe a publié en 1956, en collaboration avec B. R. Rees, les résultats de fouilles de grandes parties du Sérapéum d'Alexandrie, dont un plan détaillé. Rowe et Rees suggèrent que les statues trouvées au Sérapéum d'Alexandrie et à celui de Saqqarah, partagent un thème similaire.